# OK boomer
OK boomer kifejezést és internetes mémet főleg az Y és a Z generáció használja az 1970 előtt született Baby boomer és részben már az X generációra is. A kifejezés először egy 2019. novemberi TikTok videó által robbant be a köztudatba, azonban magát a kifejezést évekkel korábban alkották meg. A kifejezést elsősorban azokra használják, akik a technológiai fejlődés ellen szólalnak fel, tagadják az éghajlatváltozást, a kisebbségi csoportokat 
marginalizálják, a fiatalabb generáció tagjait az életkoruk vagy az értékrendjük alapján diszkriminálják, valamint akik hangoztatva követelik maguknak a feltétlen tiszteletet. A fiatalok véleménye szerint a „boomerek” mindent elrontottak az utánuk következő generációknak, akik nem képesek lépést tartani a világgal, és akik nem értik, és soha nem is fogják megérteni azt, hogyan gondolkodhat bárki máshogy, mint ők.

## Eredete
Az „OK boomer” első feltételezett megjelenése egy Reddit megjegyzésben történt 2009. szeptember 29-én. A tömeges elterjedése 2019 novemberében indult, egy azonosítatlan idős férfi a TikTokon előad egy monológot a fiatalok Pán Péter-szindrómájáról, az osztott képernyős videóban a férfi mellett egy Z generációs fiatal, pedig felmutatja a füzetébe írt „OK boomer” kifejezést.

## Használata

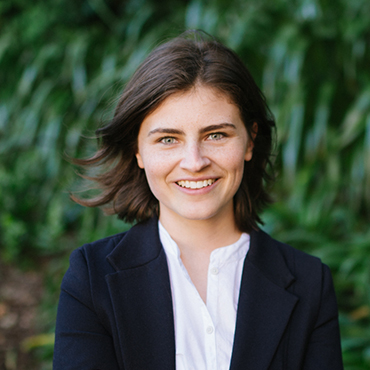
Chlöe Swarbrick zöld párti új-zélandi parlamenti képviselő

A kifejezést például a technológiai változásokkal szembeni észlelt ellenállásra, a klímaváltozás tagadására vagy a fiatalabb generációk véleményével szembeni ellenállásra használják. Tehát a kifejezés használatával a mentalitást kritizálják, mint sem az életkort, ez alapján boomer szóval illethetnek, akár egy 25 évest is.
A kifejezés használata főleg a TikTok a YouTube és a Facebook platformokon terjedt el. A fiatal generációk gyakorlatilag bárkire mondhatják, aki lekezelőt mond a fiatalokra vagy a számukra fontos kérdésekről. 2022 novemberében a TikTokon az #OkBoomer címkével ellátott videókat 4 milliárdszor nézték meg.
2019. november elején Chlöe Swarbrick zöld párti új-zélandi parlamenti képviselőt az éghajlatváltozásról szóló törvényjavaslatot támogató beszéde közben, Todd Muller konzervatív képviselő félbeszakította, és az akkor 25 éves Swarbrick életkorára való megjegyzéssel intette volna csendre, mire Swarbrick OK boomer-el válaszolt neki. Ez az eset viharos sebességgel járta be az internetet és a világsajtót, ami még tovább erősítette a kifejezés elterjedését. Swarbrick széles körű támogatást kapott a közösségi médiában, valamint erősen kritizálták, hogy népszerűsíti az időskor elleni küzdelmet.
2019. november 23-i Harvard-Yale focimeccs félidejében a klímaváltozás ellen tiltakozók megszakították a meccset azzal, hogy lerohanták a pályát, amikor felszólították őket, hogy távozzanak, OK boomer-t kezdtek el skandálni.